# Elton (jezero)
Elton (rusky Эльтoн) je silně slané bezodtoké jezero na severu Přikaspické nížiny ve Volgogradské oblasti v Rusku, nedaleko hranic s Kazachstánem. Má rozlohu 152 km². Hluboké je přibližně 0,1 m (na jaře 0,7 až 0,8 m). Leží 18 m pod úrovní mořské hladiny.

## Vodní režim
Zdroj vody je převážně sněhový. Na dně jsou vyústění slaných pramenů. Jezero je naplněno solankou, která se na jaře nařeďuje.

## Vlastnosti vody
Na dně se nacházejí ložiska soli (především NaCl a KCl) a minerální sirovodíkové bahno. Poblíž jezera (6 km od železniční stanice) se nacházejí bahenní balneologické lázně. Léto je zde teplé (průměrná teplota v červenci 25 °C), zima je mírně chladná (průměrná teplota v lednu −11 °C), srážky činí 300 mm za rok.

## Využití
K léčbě se využívají jílové bahno, solný roztok a Smoragdinský chlorido-sulfátový-sodný pramen, jehož voda se používá k pití. Léčí se bolesti periferní nervové soustavy, pohybového ústrojí a páteře, zažívání a gynekologických problémů. Nacházejí se zde sanatorium a léčebný dům.